# Orlitia borneensis
La tartaruga gigante malese (Orlitia borneensis Gray, 1873), unica specie del genere Orlitia Gray, 1873, è una rara tartaruga della famiglia dei Geoemididi.

## Descrizione
È la più grande tartaruga d'acqua dolce nel Sud-est asiatico potendo raggiungere gli 800 mm di lunghezza. Il carapace è ovale, liscio e massiccio di colore nerastro o marrone. Il piastrone è giallo-marrone chiaro. Il capo degli adulti è uniformemente marrone o nero, mentre nei giovani è scuro con una linea pallida che si estende dalla bocca alla parte posteriore della testa. Poco si sa circa l'etologia e il comportamento di questa specie poiché per la sua acquaticità è difficilmente osservabile. L'alimentazione è onnivora, con prevalenza di piccole prede catturate in acqua. Le femmine depongono le enormi uova di forma ovale lungo gli argini. Poco si sa circa la dimensione della covata o la stagione di nidificazione, si ritiene che la deposizione avvenga una o due volte l'anno.

## Distribuzione e habitat
Distribuita in Indonesia (Kalimantan e Sumatra) e in Malaysia (est e ovest). È una specie molto acquatica che vive in grandi raccolte d'acqua (fiumi e laghi) e in acque profonde dove riesce a restare immersa per molto tempo.

## Conservazione
Le persone che abitano nelle foreste della Malesia continuano a fare affidamento su questa specie come parte integrante del loro stile di vita di cacciatori-raccoglitori, mentre in tutto il Sud-est asiatico le popolazioni sono insostenibilmente sfruttate come fonte alimentare da parte dei locali, per il commercio internazionale e per la medicina tradizionale.